# اوشین دایموند
اقیانوس دایموند (به انگلیسی: Ocean Diamond) یک کشتی است که طول آن ۱۲۴٫۱۹ متر (۴۰۷٫۴ فوت) می‌باشد. این کشتی در سال ۱۹۷۴ ساخته شد.